# Dina Recanati
Dina Recanati   (El Caire, 1928 - Herzliya Pituach, 5 de juny de 2021) va ser una artista, escultora i pintora israeliana.

## Biografia
Diane Hettena (més tard Dina Recanati) va néixer al Caire, Egipte. El 1946 es va casar amb Raphael Recanati a Tel-Aviv.
Recanati va crear instal·lacions, serigrafies, relleus i tapissos.

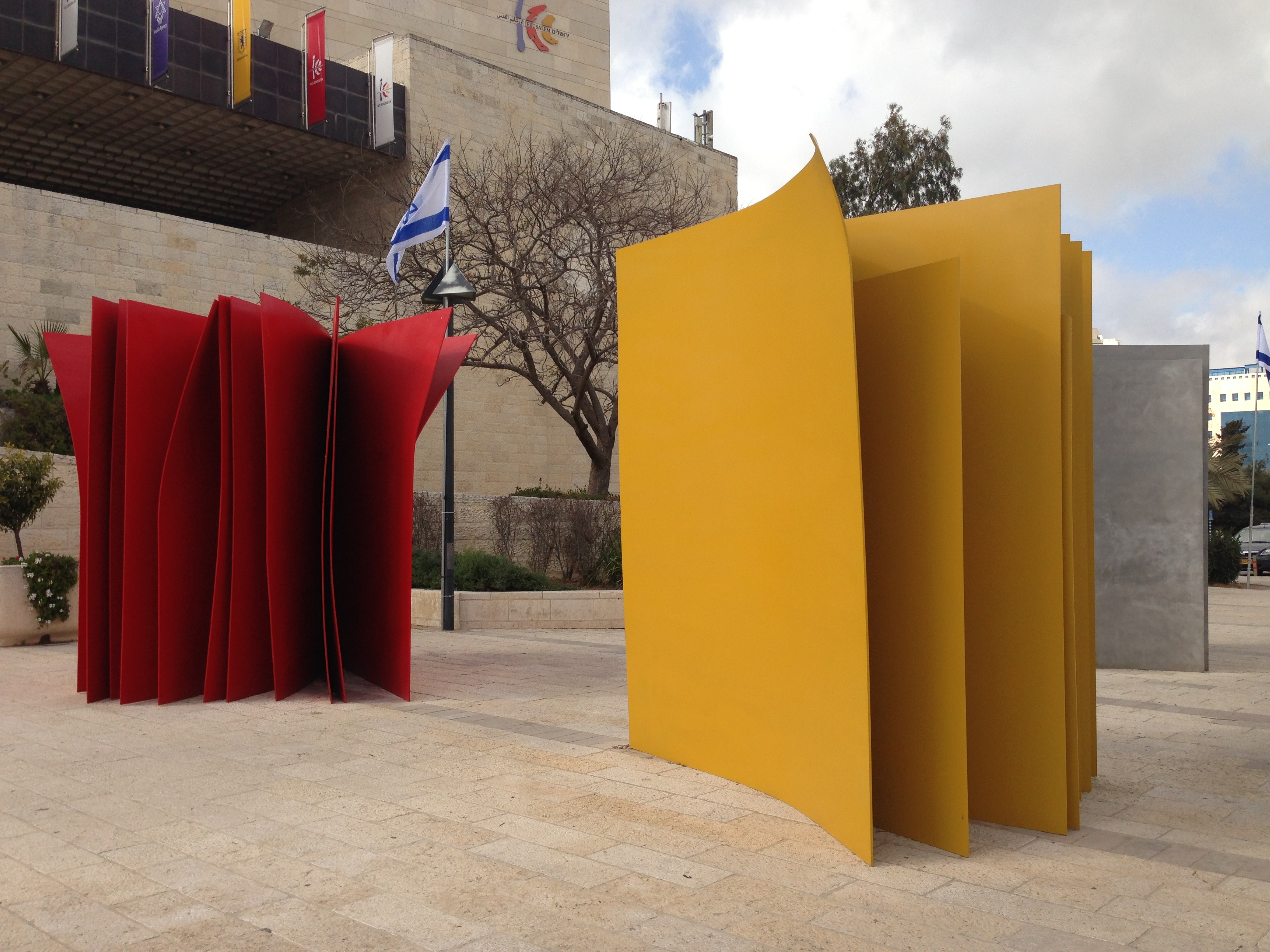
"Coses" de Dina Recanati

Recanati va morir a Herzliya Pituah a principis del 93.